# Ekonomika Vietnamu
Ekonomika Vietnamu je socialisticky orientovaná tržní ekonomika, která je 36. největší na světě, měřeno podle nominálního hrubého domácího produktu (HDP), a 23. největší na světě, měřeno pomocí parity kupní síly (PPP).
Od poloviny 80. let se Vietnam během reformního období Đổi Mới posunul od vysoce centralizované planované ekonomiky ke smíšené ekonomice, která využívá jak direktivní, tak indikativní plánování, a to prostřednictvím pětiletých plánů za podpory otevřené tržní ekonomiky. Během tohoto období došlo v hospodářství k rychlému růstu. V 21. století je Vietnam v období integrace do globální ekonomiky. Téměř všechny vietnamské podniky jsou malé a střední podniky. Vietnam se stal předním vývozcem zemědělství a sloužil jako atraktivní destinace pro zahraniční investice v jihovýchodní Asii. V současném období Vietnamská ekonomika spoléhá do značné míry na přílivu kapitálu ze zámoří a na přímé zahraniční investice, z nichž značné množství tvoří investice do luxusního hotelnictví, resortů a turistického průmyslu.  
Navzdory reformám zůstává vietnamská ekonomika v mnoha ohledech ovlivněna socialismem; v ekonomice dominuje stát, přičemž stát vlastní většinu hlavních podniků, kontrola cen zůstává na místě u značného množství základního zboží a potravin a ve Vietnamu existuje více než 25 000 dělnických družstev.
Podle předpovědi PricewaterhouseCoopers v únoru 2017, může být Vietnam nejrychleji rostoucí ekonomika na světě s potenciálním ročním růstem HDP kolem 5,1 procenta, čímž se z něj stane 20. největší ekonomika v roce 2050. Experti Vietnam zahrnují do seznamů rostoucích trhů (emerging markets) s názvem Next Eleven a CIVETS. V zemi jsou ale určité problémy, které znepokojují analytiky ohledně ekonomického zpomalení v uplynulých letech.

## Historie

### Do 1858
Civilizace ve Vietnamu byla postavena na zemědělství. Feudální dynastie vždy považovaly zemědělství za hlavní ekonomickou základnu a jejich ekonomické myšlenky byly založeny na fyziokracii. Vlastnictví půdy bylo regulováno a v řekách byly postaveny takové rozsáhlé práce jako hráze, aby se usnadnilo mokré pěstování rýže. V pokojných dobách byli vojáci posláni domů, aby dělali zemědělské práce. Kromě toho soud zakázal zabíjení vodních buvolů a dobytka a pořádal mnoho obřadů souvisejících se zemědělstvím. Řemesla a umění byly ceněny, ale obchod byl zastaralý a podnikatelé byli nazýváni hanlivým výrazem con buôn. Thang Long (Hanoj) byl hlavním střediskem řemeslné výroby v zemi. Číňané poznamenali, že Vietnamci podnikají stejně jako v čínské dynastii Song. Od 9. do 13. století Vietnamci obchodovali s keramikou a hedvábím s regionálními mocnostmi jako Čína, Západní Sia, Jáva, ...  
Od 16. století však konfucianismus ztrácel vliv na vietnamskou společnost a začala se rozvíjet monetární předkapitalistická ekonomika. Během období Lê–Mạc stát podporoval poloprůmyslové podnikání a námořní obchodníky, protože vietnamská ekonomika na nich závisela hlavně dalších 250 let. Během 17. století vietnamská ekonomika dosáhla svého vrcholu, protože Vietnam byl třetí největší ekonomickou velmocí ve východní Asii a jihovýchodní Asii.  
Na konci 18. století ekonomika utrpěla depresi kvůli řadě chorob a katastrof a Tay Son rolnické povstání později zdevastovalo zemi. V roce 1806 císař Gia Long z nové dynastie Nguyễn zavedl politiku zákazu moře, zakázal všem vietnamským zámořským podnikům a západním obchodníkům vstup do Vietnamu. Tato politika uzavření vedla k stagnaci vietnamské ekonomiky na počátku 19. století a přispěla k tomu, že se Vietnam stal francouzskou kolonií.

### 1858-1975
Až do francouzské kolonizace v polovině 19. století byla vietnamská ekonomika převážně agrární, existenční a vesnická. Francouzští kolonizátoři však záměrně rozvíjeli regiony jinak, protože Francouzi potřebovali suroviny a trh s francouzským průmyslovým zbožím, označující jih pro zemědělskou výrobu, protože to bylo vhodnější pro zemědělství, a sever pro výrobu, protože byl přirozeně bohatý na minerální zdroje. Ačkoli plán byl přehnaný, vývoj vývozu – uhlí ze severu, rýže z jihu – a dovoz francouzského průmyslového zboží stimuloval domácí obchod.  
Oddělení narušilo základní vietnamskou ekonomiku přílišným zatížením a zdůrazněním regionálních ekonomických rozdílů. Zatímco na jihu zůstávala zavlažovaná rýže hlavní obživou, Francouzi zavedli plantážní zemědělství s produkty jako čaj, bavlna a tabák. Koloniální vláda také vyvinula některá těžební odvětví, jako je těžba uhlí, železa a neželezných kovů. V Hanoji byl zahájen lodní průmysl; byly postaveny železnice, silnice, elektrárny a hydraulické práce. Na jihu se zemědělský rozvoj soustředil na pěstování rýže a na národní úrovni byly hlavními položkami vývozu rýže a kaučuk. Domácí a zahraniční obchod byl soustředěn kolem oblasti Saigon-Cholon. Průmysl na jihu sestával převážně z potravinářských závodů a továren vyrábějících spotřební zboží.  
Když se sever a jih v roce 1954 politicky rozdělily, přijaly také různé ekonomické ideologie: komunismus na severu a kapitalismus na jihu. Zničení způsobené druhou indočínskou válkou v letech 1954 až 1975 vážně napjalo hospodářství. Situaci zhoršilo 1,5 milionu vojenských a civilních úmrtí v zemi a následný exodus 1 milionu uprchlíků, včetně desítek tisíc profesionálů, intelektuálů, techniků a kvalifikovaných pracovníků.

### 1976-1997

Logo RVHP

Vládní druhý pětiletý plán (1976–1981) se zaměřil na mimořádně vysoké roční míry růstu v průmyslových a zemědělských odvětvích a usiloval o integraci severu a jihu, cílů však nebylo dosaženo. V ekonomice nadále dominovala drobná výroba, nízká produktivita práce, materiální a technologické nedostatky a nedostatek potravin a spotřebního zboží. Skromnější cíle třetího pětiletého plánu (1981–1985) byly kompromisem mezi ideologickými a pragmatickými frakcemi; zdůrazňovali rozvoj zemědělství a průmyslu. Rovněž bylo vynaloženo úsilí na decentralizaci plánování a zlepšení manažerských dovedností vládních úředníků.
Od konce 70. let do začátku 90. let byl Vietnam členem RVHP, a proto byl silně závislý na obchodu se Sovětským svazem a jeho spojenci. Po rozpuštění RVHP a ztrátě jeho tradičních obchodních partnerů byl Vietnam nucen liberalizovat obchod, devalvovat svůj směnný kurz za účelem zvýšení vývozu a zahájit politiku hospodářského rozvoje. V letech 1975 až 1994 Spojené státy uvalily na Vietnam obchodní embargo zakazující jakýkoli obchod během 19letého období.  
V roce 1986 zahájil Vietnam kampaň politické a ekonomické obnovy (Đổi Mới), která zavedla reformy usnadňující přechod od centralizované ekonomiky k „socialisticky orientované tržní ekonomice“. Đổi Mới spojila vládní plánování s pobídkami pro volný trh a podpořila zakládání soukromých podniků a zahraničních investic, včetně zahraničních podniků. Vietnamská vláda dále zdůraznila nutnost snížit porodnost při rozvoji hospodářských a sociálních práv obyvatel zavedením politiky, která omezila počet dětí na domácnost na dvě, tzv. Politiky dvou dětí. Na konci 90. let byl evidentní úspěch obchodních a zemědělských reforem zavedených pod Đổi Mới. Bylo založeno více než 30 000 soukromých podniků, ekonomika rostla ročním tempem více než 7% a chudoba byla téměř poloviční.
V průběhu 90. let se vývoz v některých letech zvýšil až o 20 % až 30 %. V roce 1999 představoval vývoz 40 % HDP, což byl působivý výkon uprostřed hospodářské krize, která zasáhla další asijské země. Vietnam se stal členem Světové obchodní organizace (WTO) v roce 2007, která osvobodila Vietnam od textilních kvót uznaných po celém světě v rámci dohody o více vláknech v roce 1974.

### Vývoj po 1997
Hospodářská politika Vietnamu po asijské finanční krizi v roce 1997 byla opatrná a zdůrazňovala spíše makroekonomickou stabilitu než růst. Zatímco se země posunula směrem k více tržně orientované ekonomice, vietnamská vláda si stále drží pevnou kontrolu nad hlavními státními sektory, jako je bankovní systém, státní podniky a zahraniční obchod. Růst klesl na 6 % v roce 1998 a 5 % v roce 1999. Ekonomika zaznamenala nepřetržitý růst reálného HDP nejméně 5% od roku 2000. Podpis bilaterální obchodní dohody (BTA) mezi USA a Vietnamem 13. července 2000 byl významným krokem. BTA stanovila pro vietnamské zboží na americkém trhu status „normálních obchodních vztahů“ (NTR). Očekávalo se, že přístup na americký trh umožní Vietnamu urychlit jeho transformaci na ekonomiku orientovanou na výrobu a export. Kromě toho by přilákalo zahraniční investice nejen z USA, ale také z Evropy, Asie a dalších regionů.
Průměrný růst HDP ve Vietnamu od roku 2000 do roku 2004 činil 7,1 % ročně. Růst HDP činil v roce 2005 8,4%, což je druhé největší v Asii, přičemž zaostává pouze za čínským. Vláda odhaduje, že HDP v roce 2006 vzrostl o 8,17 %. Podle ministra plánování a investic se vláda v roce 2007 zaměřila na růst HDP kolem 8,5 %.  
V březnu roku 2018 vietnamská ekonomika pokračovala v růstu a dosáhla nejlepší roční míry růstu za více než deset let; což vedlo média ke spekulacím, zda by to v blízké budoucnosti mohl být jeden z asijských tygrů.  
Podle DBS Bank má vietnamská ekonomika potenciál do roku 2029 růst tempem kolem 6–6,5 %. Vietnam může v příštím desetiletí přemoci Singapurskou ekonomiku díky silnému přílivu zahraničních investic a růstu produktivity.

## Data
Následující tabulka ukazuje hlavní ekonomické ukazatele v letech 1980–2017. Inflace pod 5 % je zelená.
| Rok  | HDP (v mld. US$ PPP) | HDP na obyvatele (v US$ PPP) | HDP růst (reálná) | Inflace (v procentech) | Nezaměstnanost (v procentech) | Vládní dluh (v % HDP) |
| ---- | -------------------- | ---------------------------- | ----------------- | ---------------------- | ----------------------------- | --------------------- |
| 1990 | ▲62.4                | ▲917.6                       | ▲5.10 %           | ▲36.9 %                | 12.3 %                        | n/a                   |
| 1991 | ▲68.4                | ▲984.2                       | ▲5.96 %           | ▲81.8 %                | ▼10.4 %                       | n/a                   |
| 1992 | ▲75.9                | ▲1,071                       | ▲8.64 %           | ▲37.7 %                | ▲11.0 %                       | n/a                   |
| 1993 | ▲84.0                | ▲1,162                       | ▲8.07 %           | ▲8.4 %                 | ▼10.6 %                       | n/a                   |
| 1994 | ▲93.4                | ▲1,268                       | ▲8.84 %           | ▲9.5 %                 | ▼10.3 %                       | n/a                   |
| 1995 | ▲104.5               | ▲1,394                       | ▲9.54 %           | ▲16.9 %                | ▼5.8 %                        | n/a                   |
| 1996 | ▲116.3               | ▲1,528                       | ▲9.34 %           | ▲5.6 %                 | ▲5.9 %                        | n/a                   |
| 1997 | ▲127.9               | ▲1,658                       | ▲8.15 %           | ▲3.1 %                 | ▲6.0 %                        | n/a                   |
| 1998 | ▲136.8               | ▲1,751                       | ▲5.76 %           | ▲8.1 %                 | ▲6.9 %                        | n/a                   |
| 1999 | ▲145.4               | ▲1,840                       | ▲4.77 %           | ▲4.1 %                 | ▼6.7 %                        | n/a                   |
| 2000 | ▲158.8               | ▲1,987                       | ▲6.78 %           | ▼−1.7 %                | ▼6.4 %                        | 31.4 %                |
| 2001 | ▲172.3               | ▲2,134                       | ▲6.19 %           | ▼−0.3 %                | ▼6.3 %                        | ▼32.3 %               |
| 2002 | ▲186.1               | ▲2,282                       | ▲6.32 %           | ▲4.0 %                 | ▼6.0 %                        | ▲35.2 %               |
| 2003 | ▲202.6               | ▲2,462                       | ▲6.89 %           | ▲3.3 %                 | ▼5.8 %                        | ▲38.8 %               |
| 2004 | ▲223.8               | ▲2,694                       | ▲7.53 %           | ▲7.9 %                 | ▼5.6 %                        | ▼37.4 %               |
| 2005 | ▲248.1               | ▲2,960                       | ▲7.54 %           | ▲8.4 %                 | ▼5.3 %                        | ▼36.5 %               |
| 2006 | ▲273.5               | ▲3,232                       | ▲6.97 %           | ▲7.5 %                 | ▼4.8 %                        | ▲38.4 %               |
| 2007 | ▲300.9               | ▲3,522                       | ▲7.13 %           | ▲8.4 %                 | ▼4.6 %                        | ▲40.9 %               |
| 2008 | ▲324.1               | ▲3,758                       | ▲5.66 %           | ▲23.1 %                | ▲4.7 %                        | ▼39.4 %               |
| 2009 | ▲344.2               | ▲3,952                       | ▲5.38 %           | ▲6.7 %                 | ▼4.6 %                        | ▲45.2 %               |
| 2010 | ▲370.6               | ▲4,213                       | ▲6.42 %           | ▲9.2 %                 | ▼4.3 %                        | ▲48.1 %               |
| 2011 | ▲401.9               | ▲4,523                       | ▲6.24 %           | ▲18.7 %                | ▲4.5 %                        | ▼44.6 %               |
| 2012 | ▲452.8               | ▲5,042                       | ▲5.24 %           | ▲9.1 %                 | ▼2.7 %                        | ▲48.4 %               |
| 2013 | ▲486.3               | ▲5,358                       | ▲5.42 %           | ▲6.6 %                 | ▲2.8 %                        | ▲51.8 %               |
| 2014 | ▲526.9               | ▲5,745                       | ▲5.98 %           | ▲6.6 %                 | ▼2.1 %                        | ▲55.0 %               |
| 2015 | ▲565.5               | ▲6,102                       | ▲6.67 %           | ▲0.6 %                 | ▲2.3 %                        | ▲57.0 %               |
| 2016 | ▲615.5               | ▲6,573                       | ▲6.21 %           | ▲2.7 %                 | ▬2.3 %                        | ▲59.8 %               |
| 2017 | ▲676.9               | ▲7,155                       | ▲6.81 %           | ▲3.5 %                 | ▼2.2 %                        | ▼58.2 %               |
| 2018 | ▲741.9               | ▲7,765                       | ▲7.07 %           | ▲3.5 %                 | ▼2.2 %                        | ▼58.2 %               |
| 2019 | ▲807.8               | ▲8,374                       | ▲7.01 %           | ▲3.5 %                 | ▼2.2 %                        | ▼58.2 %               |

## Ekonomické sektory

### Zemědělství, rybářství a lesnictví

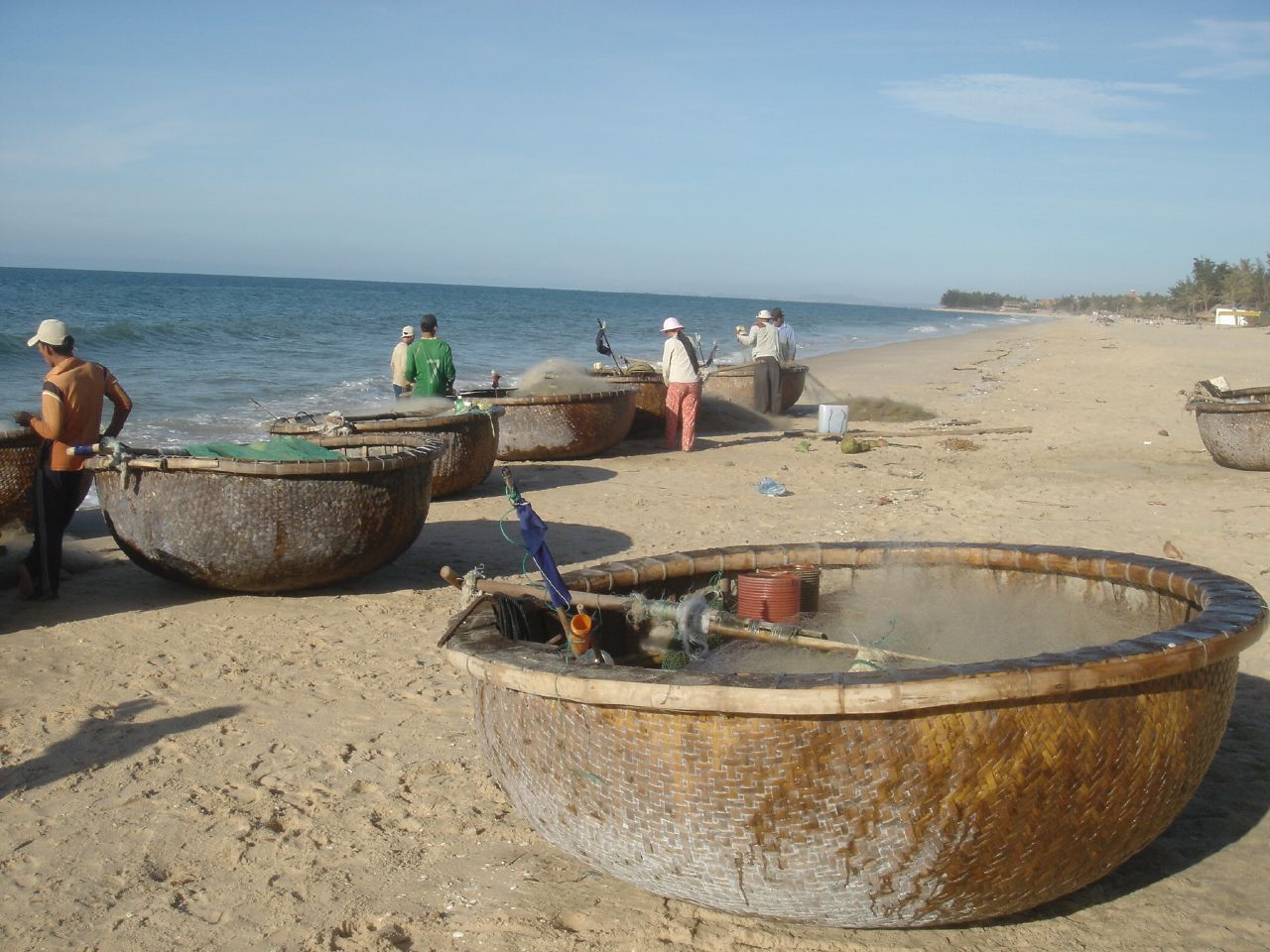
Vietnamská obdoba koraklů (thuyền thúng) využívaných při rybaření

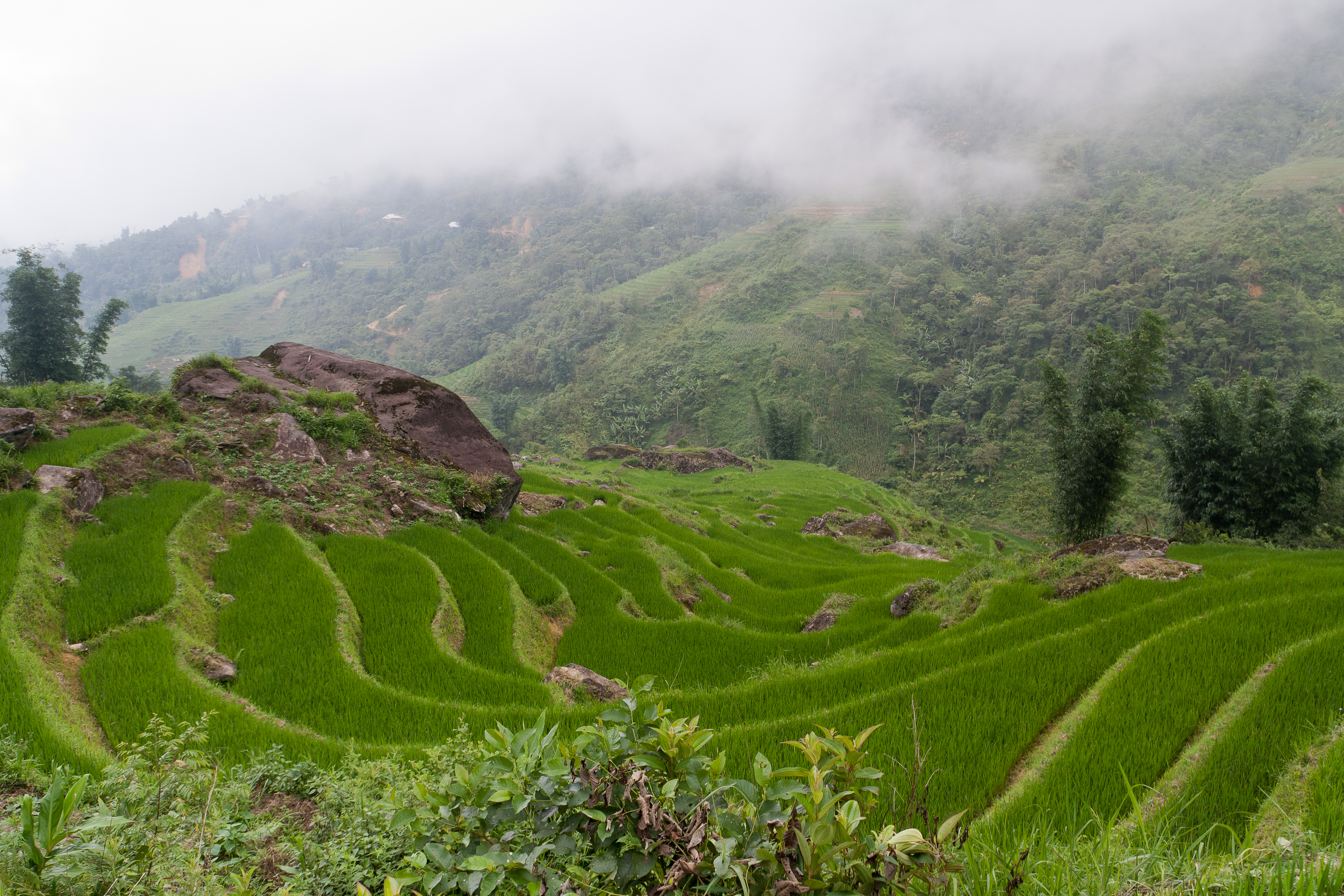
Pěstování rýže, Sa Pa

V roce 2003 Vietnam vyprodukoval odhadem 30,7 milionu m3 dřeva. Zpracované dřevo bylo pouze 2950 krychlových metrů. V roce 1992 kvůli ubývajícím lesům Vietnam zakázal vývoz klád a nezpracovaného dřeva do zahraničí. V roce 1997 tento zákaz rozšířil na všechny dřevěné produkty kromě dřevěných výrobků. Během devadesátých let Vietnam začal vytyčovat půdu pro program vysazování nových lesů.
Rybářský průmysl, který hojně zásobí zemi díky dlouhému pobřeží a husté síti řek a jezer, v posledních letech rostl. V roce 2003 bylo uloveno asi 2,6 milionu tun ryb. Vývoz mořských plodů rozšířil čtyřnásobně mezi lety 1990 a 2002 na více než 2 miliardy amerických dolarů, hlavně díky krevetovým farmám na jihu a také sumcům. Prodáváním takového množství krevet a sumců do Spojených států vyvolali protidumpingové stížnosti od Spojených států, které zavedly sazby v případě sumců a totéž se zvažovalo i u krevet. V roce 2005 se průmysl s mořskými plody začal zaměřovat na domácí požadavky a kompenzoval tak odmítaný vývoz.
Vietnam je jedním z největších vývozců rýže, ale omezená vyspělost menších farmářů způsobuje sníženou kvalitu. V roce 2019 byl Vietnam také čtvrtým největším vývozcem kávy na světě.

### Energetika, těžební průmysl
Největším zdrojem energie je ropa, následovaná uhlím. Ty spolu utvářejí asi 25 % energie v zemi (nepočítá se biomasa). Rezerva ropy je v rozmezí mezi 270-500 miliony tun. Produkce nafty rychle vzrostla na 403 300 barelů za den (64,120 m3/d) v roce 2004, ale to byl pravděpodobně vrchol a očekává se postupný úbytek.
V roce 2003 odpovídalo těžařství asi 9,4 % HDP a zaměstnávalo asi 0,7 % pracovní síly. Ropa a uhlí jsou hlavními vývozními minerály. Také se zde těží antimon, bauxit, chrom, zlato, železo, přírodní fosfáty, cín a zinek.
Surová ropa byla hlavní vývozní položkou do konce prvního desetiletí 21. století, kdy nastoupili výrobci moderních elektronických zařízení. V roce 2014 měla surová ropa pouhých 5 % z celkového vietnamského exportu, zatímco v roce 1996 to bylo celých 20 %. Ropa je ze země vyvážena v surové formě, protože Vietnam má jen omezenou kapacitu rafinerií.
Vietnamské zásoby uhlí jsou odhadovány na 3,7 miliardy tun. Těžba uhlí dosáhla téměř na 19 milionu tun v roce 2003. Potenciální rezervy zemního plynu jsou 1,3 bilionu m3. V roce 2004 Vietnam potvrdil, že plánuje postavit jadernou elektrárnu za pomoci Ruské federace a druhou za pomoci Japonska.

### Průmysl a výroba
Přestože průmysl odpovídal 40,1 % HDP v roce 2004, zaměstnával pouze 12,9 % pracovní síly. V roce 2000 bylo 22,4 % produkce z činnosti soukromých podnikatelů. Mezi největší výrobní sektory patří elektronika, zpracování jídla, cigarety a tabák, textilní průmysl, chemikálie a obuvnictví. Díky blízkosti Číně s nižšími náklady na pracovní sílu se stává střediskem výroby pro Asii, především pro korejské a japonské firmy. Za poslední roky se značně rozrůstá automobilový průmysl.

### Bankovnictví

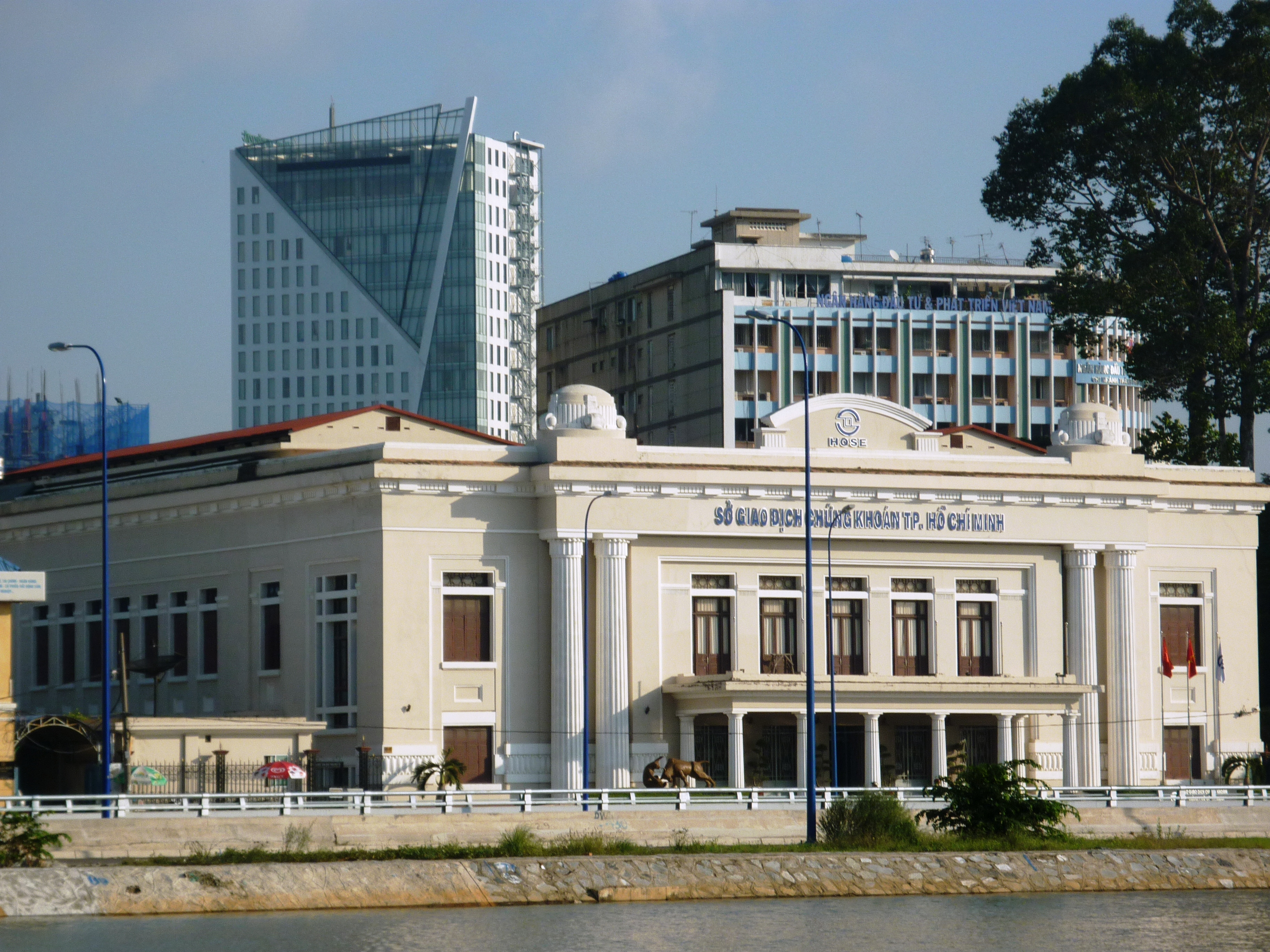
Burza cenných papírů v Ho Či Minově městě

Nejdůležitější jsou státem vlastněné banky jako VietinBank, BIDV a Vietcombank, které dominují tomuto sektoru. Také dochází k zahraničnímu investování do bank. Například VietinBank je vlastněn z 20 % Bank of Tokyo Mitsubishi UFJ a z 10 % International Finance Corporation.

### Finance
Vietnam má dvě centra obchodu, Ho Chi Minh City Securities Trading Center a Hanoi Securities Trading Center, které provozují Ho Chi Minh Stock Exchange (HOSE) a Hanoi Stock Exchange (HNX).

## Měna, směnný kurz a inflace

### Měna
Oficiální měna Vietnamu je vietnamský dong (VND).

### Směnný kurz
Směnný kurz mezi americkým dolarem a vietnamským dongem je důležitý, protože dong, i když není volně směnitelný, je volně vázán na dolar prostřednictvím uspořádání známého jako „plazící se kolík“. Tento mechanismus umožňuje, aby se směnný kurz dolar – dong postupně přizpůsoboval měnícím se tržním podmínkám.
K 5. prosinci 2018 má americký dolar hodnotu 23 256 vietnamských đồngů.
Zlato si do určité míry stále udržuje svou pozici fyzické měny, ačkoliv v posledních letech došlo k poklesu jeho ekonomické role.

### Inflace
Vietnam zaznamenal vysokou inflaci v 80. letech. V tomto období byla nadměrná poptávka po rozvoji průmyslového sektoru, potravin a dalších komodit. Za účelem stimulace nabídky se vláda pokusila o kointegraci paralelního a plánovaného trhu. Ačkoli počáteční reforma v 80. letech zvýšila celkovou produkci, vzhledem k částečné zprávě vedla také k tomu, že míra inflace CPI byla v roce 1982 stlačena na 200 %. Vláda za tímto účelem zavedla vynucené úspory, které lze chápat jako hromadění nevyčerpaných peněz, aby byl uskutečněn peněžní převis.
Vietnamská ekonomika zažila v prvních letech rozsáhlého programu reforem období hyperinflace, zejména v letech 1987 až 1992.
V roce 2008 se inflace v první polovině roku pohybovala na úrovni 20,3 %, což je více než 3,4 % v roce 2000, ale výrazně poklesla v porovnání s 160 % v roce 1988.
V roce 2010 činila inflace 11,5 % a v roce 2011 18,58 %.        
Na konci roku 2012 dosáhla inflace 7,5 %, což je výrazný pokles oproti roku 2011.
V roce 2013 činila inflace 6 % a v roce 2014 4,09 %. V roce 2016 to byla pouze 2 %.

## Fúze a akvizice
Díky 1 120 příchozím obchodům s kumulovanou hodnotou téměř 15 miliard USD, existuje obrovský zájem zahraničních společností získat přístup na vietnamský trh nebo pokračovat v expanzi pomocí fúzí a akvizic. Od roku 1991 do února 2018 byly vietnamské společnosti zapojeny jako nabyvatel nebo nabytá společnost do 4 000 fúzí a akvizic v celkové hodnotě 40,6 miliardy USD. Činnosti v oblasti fúzí a akvizic čelily mnoha překážkám, které snižovaly úspěšnost transakce. Společné překážky pocházejí z oblasti kultury, transparentnosti a právních aspektů. Institut pro fúze, akvizice a spojenectví, který působí ve Vietnamu od roku 2006, a jeho odborník na fúze a akvizice Christopher Kummer se domnívají, že po vrcholu v letech 2016 a 2017 bude trend v roce 2018 klesat. Mezi největší a nejvýznamnější transakce od roku 2000 patří:
| Datum oznámení | Název nabyvatele               | Stát nabyvatele | Název cíle                     | Stát cíle | Hodnota transakce (v mil. $) |
| -------------- | ------------------------------ | --------------- | ------------------------------ | --------- | ---------------------------- |
| 19.12.2017     | Vietnam Beverage Co Ltd        | Vietnam         | Sabeco                         | Vietnam   | 4,838.49                     |
| 16.2.2012      | Perenco SA                     | Francie         | ConocoPhilips Co-Oil&Gas Asset | Vietnam   | 1,290.00                     |
| 29.4.2016      | Central Group of Cos           | Thajsko         | Casino Guichard-Perrachon-BigC | Vietnam   | 1,135.33                     |
| 25.12.2015     | Singha Asia Holding Pte Ltd    | Singapur        | Masan Consumer Corp            | Vietnam   | 1,100.00                     |
| 13.2.2015      | China Steel Asia Pac Hldg Pte  | Singapur        | Formosa Ha Tinh (Cayman) Ltd   | Vietnam   | 939.00                       |
| 7.8.2014       | Berli Jucker PCL               | Thajsko         | Metro Cash & Carry Vietnam Co  | Vietnam   | 875.20                       |
| 27.12.2012     | Bk of Tokyo-Mitsubishi UFJ Ltd | Japonsko        | VietinBank                     | Vietnam   | 742.34                       |
| 17.4.2015      | TCC Land International Pte Ltd | Singapur        | Metro Cash & Carry Vietnam Co  | Vietnam   | 705.14                       |
| 5.10.2011      | Vincom JSC                     | Vietnam         | Vinpearl JSC                   | Vietnam   | 649.39                       |
| 28.1.2016      | Masan Grp Corp                 | Vietnam         | Masan Consumer Corp            | Vietnam   | 600.00                       |

Všech 10 obchodů s nejvyšší hodnotou směřuje do Vietnamu.

## Obchod

Mapa vietnamských exportních destinací, 2004

Ekonomické vztahy se Spojenými státy se zlepšují, neobejdou se však bez komplikací. Ačkoliv Spojené státy s Vietnamem uzavřeli tzv. landmark bilateral dohodu (prosinec 2001), která navýšila procento exportu z Vietnamu právě do Spojených států, dohady o některé suroviny (textil, ryby) zabránily zrealizování této dohody naplno.
Vietnam si udržuje ekonomické vztahy se sousední Čínou, jejíž ekonomika je od roku 2014 největší na světě. Největší import produktů je právě z Číny.
V listopadu 2004 se Vietnam stal členem Sdružení národů jihovýchodní Asie (Association of Southeast Asian Nations – ASEAN).
Vietnam se také stal 11. ledna 2007 členem Světové obchodní organizace (World Trade Organization – WTO).
V prosinci roku 2015 se Vietnam spolu s dalšími 9 členy Sdružení národů jihovýchodní Asie (ASEAN) přidal do ASEAN Economic Community. Cílem je vzájemná ekonomická spolupráce těchto 10 států.
Na importu se nejvíce podílí dovoz strojní techniky, oceli, rafinované ropy, oděv a obuv, elektronika, plasty. Exportuje se převážně elektronika, textilie a obuv, mořské plody, surová ropa, rýže, káva. Obchodní bilance (tedy rozdíl mezi vývozem a dovozem) se už po několik let pohybuje v kladných číslech. Podle posledních statistik: 2,2 mld USD (říjen 2020).

### Export

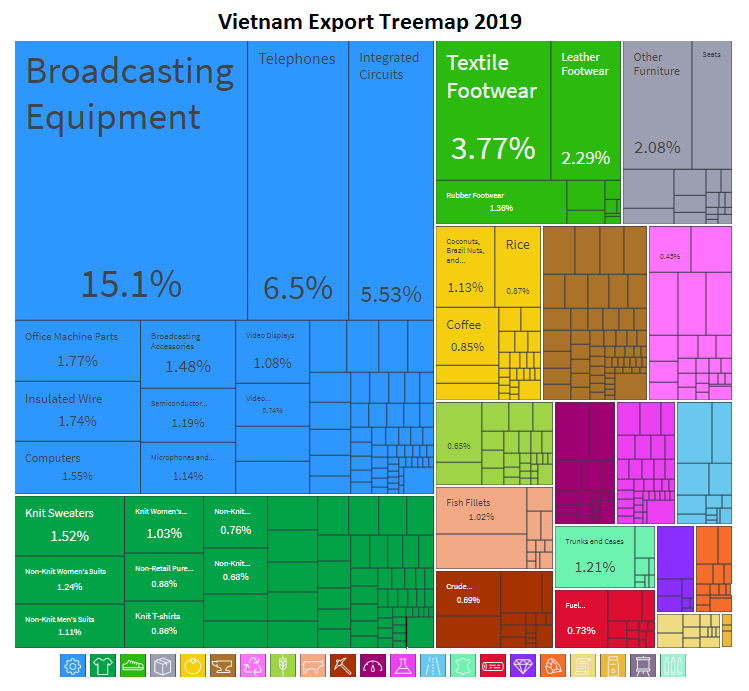
Grafické znázornění vietnamského exportu

Na hodnotě vývozu, který v roce 2018 čítal 274 mld. USD se nejvíce podílela elektronika (36 %), oděv (11,6 %), obuv (6,9 %). Nejvíce se vyváželo do Číny (19,6 %), Spojených států (18,1 %) a Japonska (7,43 %).

### Import
253 mld. USD v roce 2018. Na dovozu se nejvíce podílí elektronika (18 %), strojní technika (16 %), textilie (5 %), kovy (4 %). Nejvíce se dováželo z Číny (28 %), Jižní Koreji (22 %) a Japonska (8 %).

## Členství[38]
- Sdružení národů jihovýchodní Asie (Association of Southeast Asian Nations – ASEAN)
- Asijsko-pacifické hospodářské společenství (Asia-Pacific Economic Cooperation – APEC)
- Světová obchodní organizace (World Trade Organization – WTO).
- Organizace pro výživu a zemědělství (Food and Agriculture Organization – FAO)
- ASEAN Free Trade Area (AFTA)
- ASEAN–China Free Trade Area (ACFTA)
- ASEAN–India Free Trade Area (AIFTA)

## Strategie hospodářského rozvoje

### Hlavní zásady

#### Industrializace a modernizace
„Industrializace a modernizace je proces zásadní a všestranné změny výroby, obchodu, služeb a sociálního a ekonomického řízení od převládajícího využití řemeslné práce k převládajícímu využití pracovní síly s technologiemi, metodami a způsoby práce, které jsou pokročilé, moderní a při vytváření vysoké produktivity práce se spoléhají na rozvoj průmyslu a vědeckotechnický pokrok. Z teoretického i praktického hlediska jsou tedy industrializace a modernizace nezbytným historickým procesem, kterým musí Vietnam projít změnou naší země na průmyslovou zemi […]“
- 7. národní kongres Komunistické strany Vietnamu (1991)
Socialisticky orientovaná tržní ekonomika
„Podstata socialisticky orientované tržní ekonomiky v naší zemi: Není to ekonomika řízená ve stylu centralizovaného byrokratického dotovaného systému. Není to kapitalistická ekonomika volného trhu. Ještě to není zcela socialisticky orientovaná ekonomika. Je to proto, že naše země je v období přechodu k socialismu a stále existuje směsice a boje mezi starým a novým, takže současně existují a zároveň nejsou plně vyvinuty socialistické faktory.“
- 7. národní kongres Komunistické strany Vietnamu (1991)

### Strategie rozvoje

#### Liberalizace obchodu
Za posledních 30 let Vietnam podepsal celou řadu obchodních dohod s různými partnery a utváří se v jeden z hlavních výrobních uzlů na světě. V roce 1995 se Vietnam připojil k ASEAN. V roce 2000 podepsal Vietnam dohodu o volném obchodu se Spojenými státy, po níž následovalo přijetí do Světové obchodní organizace v roce 2007. Od té doby se země dále integrovala do světové ekonomiky prostřednictvím dvoustranných dohod s dalšími zeměmi ASEAN, Čínou, Indií, Japonskem, Koreou a dalšími státy. Vietnam aktivně spolupracuje s dalšími partnery na ratifikaci trans-tichomořského partnerství za účelem vytvoření CP TPP nebo TPP-11 po vystoupení USA, aby podpořil hospodářskou spolupráci, regionální propojení a podpořil hospodářský růst mezi členskými zeměmi. Světová banka odhaduje, že CP TPP by pomohlo růstu HDP země do roku 2030 o 1,1 %. Celkovým vyústěním těchto snah bylo snížení cel na dovoz i vývoz do a z Vietnamu a zlepšení obchodní bilance s přebytkem 2,8 miliardy USD během prvních osmi měsíců roku 2018. 30. června 2019 podepsal Vietnam s EU dohodu o volném obchodu a dohodu o ochraně investic po desetiletém vyjednávání, čímž se stal teprve čtvrtou zemí v Asii, která dokázala tuto dohodu podepsat se Západem (po Japonsku, Jižní Koreji a Singapuru).

#### Domácí reformy
Vláda vyvinula skutečné úsilí, aby se posunula směrem k otevřenější tržní ekonomice, snížila náklady na podnikání a zavedla regulaci zajišťující práva a příkazy. V roce 1986 vláda přijala svůj první zákon o zahraničních investicích, který umožňoval zahraničním společnostem působit ve Vietnamu. Ústava od té doby prošla dlouhou cestou, kdy byl zákon pravidelně revidován tak, aby zajišťoval vstřícnější podnikatelské prostředí k investorům, a jeho cílem bylo snížit byrokracii a urychlit zahraniční investice do země. Zpráva o globální konkurenceschopnosti Světového ekonomického fóra umístila Vietnam v roce 2017 na 55. místo, jednalo se tedy o výrazné zlepšení v porovnání s rokem 2006, kdy se octl Vietnam na 77. místě. V Indexu snadnosti podnikání Světové banky Vietnam také vzrostl, konkrétně ze 104. místa v roce 2007 na 68. místo v roce 2017. Banka mimo jiné pochválila Vietnam za pokrok při prosazování smluv, zlepšování přístupu k úvěrům a základní infrastruktuře a obchodování.

#### Investice do lidského a fyzického kapitálu
Vietnam hodně investoval do svého lidského kapitálu a infrastruktury. S rostoucí populací – dnes 96 milionů, oproti 60 milionům v roce 1986, přičemž více než polovina obyvatel je ve věku do 35 let, učinil Vietnam velké veřejné investice do vzdělávání, primárně učiněním základního vzdělání univerzálním a povinným. To bylo nutné vzhledem k exportní strategii země, kde je gramotnost masové pracovní síly považována za důležitou pro růst ve zpracovatelském sektoru. Na druhou stranu Vietnam také značně investoval do infrastruktury, která zajišťovala levný hromadný přístup k nezbytnostem, jako je elektřina, voda a internet. Společně tyto dva faktory pomohly Vietnamu stát se centrem zahraničních investic a výroby v jihovýchodní Asii. Japonské a korejské společnosti zabývající se elektronikou, jako jsou Samsung, LG, Olympus a Pioneer, vybudovaly ve Vietnamu své továrny. Nespočet evropských a amerických výrobců oděvů založilo v zemi svůj textilní provoz. Společnost Intel otevřela v roce 2010 továrnu na čipy v hodnotě 1 miliardy dolarů, což signalizuje význam strategického postavení Vietnamu v očích mezinárodní obchodní komunity.

#### Udržitelný růst
Ve srovnání s ostatními rozvojovými zeměmi byl ekonomický růst ve Vietnamu považován za poměrně inkluzivní a slušný. Index inkluzivního rozvoje WEF zařadil Vietnam do skupiny zemí, které si vedly zvlášť dobře a postoupily v žebříčku nejvíce inkluzivních ekonomik světa. To bylo patrné zejména u role žen účastnících se vietnamské ekonomiky. Míra jejich účasti na pracovní síle je v rozmezí 10 % od míry mužů, což je podle Světové banky menší rozdíl než v mnoha jiných zemích, přičemž v roce 2015 domácnosti vedené ženami obecně nebyly chudší než domácnosti vedené muži. Míra primárního a sekundárního zápisu u chlapců a dívek je také v podstatě stejná, více dívek pokračuje ve studiu na střední škole v porovnání s chlapci. Vláda aktivně přezkoumává a upravuje svou politiku, jak ukazuje aktuální oficiální akční plán rozvojové strategie na období 2011–2020, aby vyvinula vhodné mechanismy pro spravedlivější růst v celé zemi; propagace výhod jednotlivých regionů, spolupráce ve vzájemné podpoře a zesílení plodů rozvoje.
V roce 2017 zahájil vietnamský úředník s pomocí Organizace spojených národů práce na dosažení cílů udržitelného rozvoje vypracováním „Jednoho strategického plánu“, který integroval cíle udržitelného rozvoje se strategií sociálně-ekonomického rozvoje národa (2011–2020) a Plán sociálně-ekonomického rozvoje (2016–2020). OSP lze použít jako vodítko pro vládní agentury k provádění cílů udržitelného rozvoje co nejúčinnějším způsobem se zaměřením na důležité oblasti, například: investice do lidí, odolnost vůči změně klimatu a udržitelnost životního prostředí, prosperita a partnerství, spravedlnost a inkluzivní správa. Vietnam rovněž vypracoval národní akční plán pro přezkoumání současných růstových politik a jejich aktualizaci tak, aby odpovídaly zájmům cílů udržitelného rozvoje. Děje se tak po konzultaci s ministerstvy, místními vládami a dalšími zúčastněnými stranami, aby bylo možné stanovit společný rámec.

## Ekonomické ukazatele a mezinárodní žebříčky
| Organizace                                      | Název                                  | Rok  | Hodnocení         |
| ----------------------------------------------- | -------------------------------------- | ---- | ----------------- |
| BSA (The Software Alliance)                     | Index konkurenceschopnosti IT průmyslu | 2011 | 53. místo ze 66   |
| Mezinárodní měňový fond                         | Gross Domestic Product (PPP)           | 2017 | 34. místo ze 190  |
| Světové ekonomické fórum                        | Global Competitiveness                 | 2019 | 67. místo ze 141  |
| Světová banka                                   | Ease of Doing Business                 | 2018 | 68. místo ze 190  |
| The Heritage Foundation/The Wall Street Journal | Index of Economic Freedom              | 2019 | 128. místo ze 180 |
| Transparency International                      | Corruption Perceptions Index           | 2016 | 113. místo ze 177 |